# Tadhg Ruadh mac Maolsheachlainn
Tadhg Ruadh mac Maolsheachlainn (mort le 10 octobre 1410) est le 16e roi d'Uí Maine 
issu de la lignée des Ó Ceallaigh (anglicisé en  O' Kellys)  il règne de  1403 à 1410.

## Contexte
Tadhg Ruadh mac Maolsheachlainn est le quatrième des fils de Maolsheachlainn mac Uilliam Buidhe Ó Cellaigh (†  1402) Il succède à son frère le 3e fils Conchobhar an Abaidh qui ne règne qu'une année et meurt pieusement avant d'être inhumé dans le monastère de Saint Jean-Baptiste de Tir-Many . Sous son règne les Annales de Connacht relève que se livre en 1407 la bataille de Cill achaidh 
au cours de laquelle les fils de  Maolscheachlainn mac Uilliam Buidhe O'Ceallaigh et Toirdhealbhach Ua Conchobhair Ruadh ainsi que Mac Dermot, combattent contre Ulick an Fhiona Burke Mac William de Clanricard, et son allié  Cathal mac Ruaidhrí, le fils de Ruaidhrí mac Toirdhealbhaigh. Cathal Ua Conchobhair, William Burke, Redmond Mac Hubert, et O'Heyne, sont faits prisonniers après un combat meurtrier pour les deux partis. De nombreux chevaux et équipements militaires sont abandonnés sur place après la défaite. Il meurt lui-même sept ans plus tard,  après avoir fait pénitence, considéré par les Annales des quatre maîtres comme un « chef bienveillant et charitable »,.

## Postérité
Tadhg Ruadh laisse un fils putatif Maolsheachlainn père de Tadgh  24e roi d'Uí Maine de  1511 à 1513.
Il serait également l'ancêtre de Conchobar Óg co-tánaiste fl.  1585

## Sources
- (en) T.W Moody, F.X. Martin et F.J. Byrne, A New History of Ireland IX Maps, Genealogies, Lists. A companion to Irish History part II, Oxford, Oxford University Press, 2011, 690 p. (ISBN 978-0-19-959306-4)